# Vun drinne noh drusse
Vun drinne noh drusse (Kölsch für „Von drinnen nach draußen“) ist das vierte Album der Kölner Rockband BAP. Es erschien 1982 bei EMI Electrola und war neun Wochen auf Platz 1 der deutschen Albumcharts. Es ist mit etwa einer Million verkauften Tonträgern das erfolgreichste Album der Band.

## Entstehung und Veröffentlichung
Die Erstveröffentlichung von Vun drinne noh drusse erfolgte am 30. August 1982 bei Musikant Records. Das Album erschien in seiner Originalausführung als LP mit elf Titeln (Katalognummer: 064-46 639). Das Frontcover zeigt eine Nachtaufnahme der Güterhalle des ehemaligen Bahnhofs Ahrdorf in der Eifel. Durch das geöffnete Tor blickt man in die erleuchtete Halle. Im aufgeklappten Album sind großformatige weitere Bilder vom Inneren der Halle mit Musikern, Instrumenten und Teilen einer Beschallungsanlage zu sehen. Nach Ahrhütte hatte die Band sich Anfang der 80er Jahre zum Proben zurückgezogen. Im Folgejahr erschien es erstmals als CD-Ausführung (Katalognummer: 066-14 6639 1). Am 24. März 2006 erschien bei Capitol Records eine remasterte Deluxeversion mit einer Bonus-EP, die fünf Liveaufnahmen und ein Interview beinhaltet (Katalognummer: 3580312).
Geschrieben und produziert wurden die Lieder gemeinsam von den BAP-Mitgliedern, wobei Klaus Heuser und Wolfgang Niedecken die einzigen sind, die beim Schreibprozess von fast allen Liedern beteiligt waren. Heuser ist nur an dem Lied Wie ’ne Stein nicht beteiligt, eine deutschsprachige Coverversion von Bob Dylans Like a Rolling Stone, dessen Übersetzung von Niedecken alleine stammt. Bei der Produktion aller Lieder bekam die Band Unterstützung durch Helmut Rüßmann. Zum ersten Mal ist ein Gastbeitrag auf einem BAP-Album enthalten; Birgit van der Most übernahm den Sologesang beim Anti-Karneval-Song Nit für Kooche (Teil 1).

## Titelliste
1. Kristallnaach – 4:59
2. Wellenreiter – 2:24
3. Zehnter Juni – 4:25
4. Wie ’ne Stein – 4:29
5. Do kanns zaubere – 4:37
6. Nit für Kooche (Teil 1) – 1:40 (feat. Birgit van der Most)
7. Nit für Kooche (Teil 2) – 4:06
8. Ahn ’ner Leitplank – 4:18
9. Wenn et Bedde sich lohne däät – 4:34
10. Eins für Carmen un en Insel – 2:58
11. Koot vüür Aach  – 3:28

Bonusalbum (2006)
1. Wellenreiter (Live "Rockpop In Concert" Dortmund 1982) – 2:27
2. Nemm mich met (Live "Tonfilm-Tour" 1999) – 5:34
3. Weißte noch? (Live Soundcheck Version 2002) – 5:17
4. Hundertmohl (Live Soundcheck Version, Essen 2000) – 3:50
5. Su’ne Morje (Live 1983) – 3:04
6. Gespräch Wolfgang Niedecken & Frank Laufenberg ’06 – 16:24

## Singleauskopplungen
| Jahr | Titel         | Höchstplatzierung, Gesamtwochen, AuszeichnungChartsChartplatzierungen (Jahr, Titel, , Platzierungen, Wochen, Auszeichnungen, Anmerkungen) | Anmerkungen                             |
| Jahr | Titel         | DE | Anmerkungen                             |
| ---- | ------------- | --- | --------------------------------------- |
| 1982 | Kristallnaach | DE25 (21 Wo.)DE | Erstveröffentlichung: 6. September 1982 |

## Kommerzieller Erfolg

### Chartplatzierungen
Vun drinne noh drusse avancierte zum zweiten Nummer-eins-Album für BAP in Deutschland. Im Zeitraum zwischen dem 13. September 1982 und 10. Oktober 1982 belegte es die Chartspitze, während der Vorgänger Für usszeschnigge! den zweiten Rang belegte. BAP war damit erst nach ABBA im Jahr 1977 die zweite Band, die gleichzeitig die ersten beiden Plätze der deutschen Albumcharts belegte. Zusammen mit Michael Jackson sind BAP die Band, die mit vier Chartwochen am häufigsten sich gleichzeitig auf dem ersten und zweiten Rang platzierten. Jackson benötigte hierfür jedoch drei unterschiedliche Konstellationen.
Darüber hinaus erreichte das Album Rang 13 der niederländischen Albumcharts, wo es sich insgesamt zehn Wochen in den Charts platzierte.
| ChartsChartplatzierungen | Höchstplatzierung | Wochen |
| ------------------------ | ----------------- | ------ |
| Deutschland (GfK)        | 1 (42 Wo.)        | 42     |

| ChartsJahrescharts (1982) | Platzierung |
| ------------------------- | ----------- |
| Deutschland (GfK)         | 49          |

| ChartsJahrescharts (1983) | Platzierung |
| ------------------------- | ----------- |
| Deutschland (GfK)         | 11          |

### Auszeichnungen für Musikverkäufe
Das Album verkaufte sich alleine in Deutschland über eine Million Mal, womit es zu den meistverkauften Musikalben des Landes der 1980er-Jahre zählt.
| Land/Region        | Auszeichnungen für Musikverkäufe (Land/Region, Auszeichnung, Verkäufe) | Verkäufe  |
| ------------------ | ---------------------------------------------------------------------- | --------- |
| Deutschland (BVMI) | 2× Platin                                                              | 1.000.000 |
| Insgesamt          | 2× Platin ·                                                            | 1.000.000 |